# Gill Sans
Gill Sans（ギル・サン）は、エリック・ギル (Eric Gill) が1926年から1930年にかけて制作したヒューマニストサンセリフ体の欧文書体である。ギルは名高い彫刻家、グラフィックアーティスト、そして書体デザイナーであった。Gill Sansのタイプフェイスは、かつて彼が師事していたエドワード・ジョンストン (Edward Johnston) がロンドン地下鉄のためにつくった書体Johnstonに着想を得ている。ギルは究極の可読性を持つサンセリフの制作を試み、Gill Sansは見出し・本文ともに適するように作られた。
Gill SansはBBCが制定書体に定めているほか、AMD、フィリップス、ウィキメディア財団およびウィキメディア・コモンズなどが使用している。スロベニアのユーロ硬貨のデザイン、三菱電機製エレベータ操作盤にも使われた。

## 特徴
Gill Sansの大文字体はトラヤヌスの記念柱をはじめとするトラヤヌス帝の記念碑にみられるような古代ローマの碑文体や、Caslon、Baskervilleといった書体をモデルにしている。大文字のMの形は正方形を基にしており、真ん中の線が正方形の中央で交わっている。
Gill Sansファミリーは14のスタイルから成っている。Gill SansがFuturaのようなジオメトリックサンセリフよりも機械的な感じがしないのは、その造形が伝統的なローマン体に由来するからである。Akzidenz-GroteskやUniversのような標準的なサンセリフとは違い、小文字体はカロリング小文字体をモデルにしている。カロリング体の影響は二階建てになった小文字のaやgに顕著である。小文字のtの形や縦棒の終端が斜めになっている所はオールドスタイルセリフ体によく似ている。イタリック体小文字のaはヒューマニスト式に一階建てになっている。イタリックのeは非常に筆記体風で、小文字のpはCaslonやBaskervilleのイタリックを思わせる筆記体のテールを残している。Gill Sansはその後暫くSyntaxやFF Scala Sansなどのヒューマニストサンセリフのモデルとなった。